# Leszek Partyński
Leszek Partyński (ur. 13 stycznia 1961 w Nowym Sączu) – polski piłkarz występujący na pozycji obrońcy, pomocnika lub napastnika, trener piłkarski.

## Życiorys
Jako junior występował w Zawadzie Nowy Sącz i Sandecji Nowy Sącz. W sezonie 1978/1979 grał w seniorskim zespole Sandecji, po czym przeszedł do Radomiaka. W 1982 roku został zawodnikiem Lecha Poznań. W klubie tym zadebiutował 1 sierpnia 1982 roku w przegranym 1:2 spotkaniu ze Śląskiem Wrocław. W sezonie 1982/1983 zdobył z Lechem mistrzostwo Polski. Po zakończeniu sezonu z racji powołania do wojska przeszedł do Śląska Wrocław, gdzie w rundzie jesiennej sezonu 1983/1984 wystąpił w dwóch meczach ligowych. W 1984 roku został przeniesiony do oddziału karnego w Orzyszu, gdzie grał także w miejscowych Śniardwach. Następnie wrócił do Lecha Poznań, z którym w 1988 roku zdobył Puchar Polski. Łącznie w karierze rozegrał 78 spotkań w I lidze. Po zakończeniu sezonu został piłkarzem Bałtyku Gdynia. W 1990 roku został zawodnikiem FSV Glückauf Brieske-Senftenberg. W sezonie 1990/1991 wystąpił w 23 spotkaniach DDR-Ligi. W październiku 1991 roku wrócił do Polski, zasilając skład drugoligowej Warty Poznań. W 1993 roku grał w Polonii Chodzież.
W latach 1995–1996 był grającym trenerem Obry Kościan, a w latach 1996–1997 – Unii Swarzędz. Następnie trenował piłkarzy Warty Poznań, Chemika Police, Tarnovii Tarnowo Podgórne, Mieszka Gniezno, KP Konin, Zawiszy Bydgoszcz, Huraganu Pobiedziska, Białego Orła Koźmin Wielkopolski, rezerw Lecha Poznań, Polonii Środa Wielkopolska i Polonii Leszno. Prowadził także grupy juniorskie w akademiach juniorskich.
Absolwent AWF w Poznaniu, pracuje jako nauczyciel wychowania fizycznego.

## Statystyki ligowe
| Sezon         | Klub                             | Liga           | Mecze | Gole |
| ------------- | -------------------------------- | -------------- | ----- | ---- |
| 1982/1983     | Lech Poznań                      | I liga         | 16    | 1    |
| 1983/1984 (j) | Śląsk Wrocław                    | I liga         | 2     | 0    |
| 1983/1984 (w) | Śniardwy Orzysz                  | III liga       | ?     | ?    |
| 1984/1985 (j) | Śniardwy Orzysz                  | klasa okręgowa | ?     | ?    |
| 1984/1985 (w) | Lech Poznań                      | I liga         | 5     | 0    |
| 1985/1986     | Lech Poznań                      | I liga         | 20    | 0    |
| 1986/1987     | Lech Poznań                      | I liga         | 24    | 0    |
| 1987/1988     | Lech Poznań                      | I liga         | 11    | 0    |
| 1988/1989     | Bałtyk Gdynia                    | II liga        | ?     | ?    |
| 1989/1990     | Bałtyk Gdynia                    | II liga        | 32    | 2    |
| 1990/1991     | FSV Glückauf Brieske-Senftenberg | DDR-Liga       | 23    | 0    |
| 1991/1992 (j) | FSV Glückauf Brieske-Senftenberg | Oberliga       | ?     | ?    |
| 1991/1992     | Warta Poznań                     | II liga        | 21    | 1    |
| 1992/1993     | Warta Poznań                     | II liga        | 21    | 1    |